# 佐倉尚
佐倉 尚（さくら たかし、1926年8月15日 - ）は、日本の行政管理官僚。

## 来歴
1950年、東京大学第一工学部計測工学科卒業後、行政管理庁に入庁。1965年、行政管理庁行政監察局副監察官。1966年、中部管区第二部管区監察官。1967年、行政管理庁統計基準局。1968年、行政管理庁統計基準局統計審査官。1970年、行政管理庁行政監察局監察官。1972年、行政管理庁行政監察局調整課長。1974年、行政管理庁長官官房総務課長 。1975年、四国管区行政監察局長。1976年、行政管理庁行政監察局監察審議官。1978年、行政管理庁行政監察局長。1980年6月、行政管理庁行政管理局長。1983年4月12日、行政管理事務次官。1984年6月30日、退官。同年10月、行政管理研究センター理事長。その後、同会長。